# Alle Singles
Alle Singles is een verzamelalbum van het Nederlandse duo Acda en De Munnik, uitgebracht op 13 september 2013 als dubbel-cd. De compilatie bevat alle singles die van 1997 tot en met 2013 zijn uitgebracht, inclusief de singles met De Poema's en Nick & Simon.

## Nummers
Cd 1
Cd 2